# Alba Sabaté i Villagrasa
Alba Sabaté i Villagrasa (Manresa, 17 de febrer de 1962) és una novel·lista i catedràtica de Llengua i literatura catalana. Per la seva trajectòria a l'INS Salvador Dalí del Prat de Llobregat, el 2013 se li va atorgar el Premi Ciutat del Prat en reconeixement de la seva contribució a l'educació pública de qualitat. Col·labora a la revista digital Núvol.

## Estil
Sam Abrams escriu sobre la seva novel·la L'hotel blanc de la platja: "La novel·la de Sabaté destaca per diversos factors: la profunditat i l'alta significació del text; la sinceritat i autenticitat en el tractament dels temes; la humanitat, la saviesa i el vitalisme radical que mostra a tota hora la narradora; la capacitat d'observació i anàlisi; el reflex insòlitament fidel del món contemporani; la bellesa, la precisió i la subtilesa de la llengua; la callada, discreta i innovadora tècnica formal."
Sobre la novel·la Aniversari ha escrit Jordi Capdevila al diari Avui: "Unes ferides i punxades que van caient lentament, tant en silencis com en accions i retrets, en tot el relat que ha bastit Alba Sabaté. Ferides i punxades per les dues bandes, acumulades en gairebé mig segle de vida comuna, que es veuen tendrament superades per les mirades, expressions i amoretes que van deixant anar un a l'altre en tota la narració. Com per compensar el dolor. Una història que destil·la una aura de placidesa, comprensió i sentiment que va generant una atmosfera de tendresa i sensibilitat en l'ànima lectora"
"Tens una mà de lluna plena”, li va dir el Frederic a l'Antònia. “El Frederic tenia la sensació que se l'estimava com mai, i que s'estimava com mai totes i cadascuna de les ferides i punxades que aquells dits acumulaven des de feia tant de temps.”

## Obra publicada[4]
Divulgació científica
- 1994: La frontera de la llum. Amb Martínez i Nó, Maria Dolors. Edicions 62. ISBN 978-84-7602-187-3. S'ha traduït al castellà. Editorial Octaedro

Narrativa
- 2005 Paradisos d'aigua. Edicions Proa. ISBN 978-84-8437-891-4
- 2012 Cançó de setembre. Pagès Editors. ISBN 978-84-9975-273-0
- 2013 Aniversari. Editorial Empúries. ISBN 978-84-978-792-86
- 2016 L'hotel blanc de la platja. Editorial Columna. ISBN 978-84-664-2098-3
- 2021 Galetes de mel i gingebre.[5] Editorial Columna. ISBN 9788466426657.
- 2023 La meva història és la història d'un amor. Editorial Columna. ISBN 978-84-664-3109-5

Poesia
- 2002. Al Caliu de les pedres. Revista Reduccions. (Novembre 2003)[6]

Contes
- 2014 Lluna minvant. Publicació inclosa al recull Tot és possible. Edicions de l'Albí.

## Premis i reconeixements
- 2002 Al caliu de les pedres. Premi Miquel Martí i Pol de Poesia. Guanyadora[7]
- 2005 Paradisos d'aigua. Premi Pere Calders 2005. Finalista.[8]
- 2011 El soroll de les balenes. Premi Just Maria Casero. Finalista.[9]
- 2012 Cançó de setembre. Primer premi de novel·la breu “Ciutat de Mollerussa”. Guanyadora.[10]
- 2013 Aniversari. Premi Marian Vayreda de prosa narrativa. Premis Literaris Ciutat d'Olot. Guanyadora[11]
- 2016 L'hotel blanc de la platja. Premi Prudenci Bertrana (2016). Finalista[12]